# Dendrobium cinereum
Dendrobium cinereum är en orkideart som beskrevs av Johannes Jacobus Smith. Dendrobium cinereum ingår i släktet Dendrobium, och familjen orkidéer. Inga underarter finns listade i Catalogue of Life.